# Harry Crews
Harry Eugene Crews (ur. 7 czerwca 1935 w Almie, zm. 28 marca 2012 w Gainesville) – amerykański powieściopisarz, autor opowiadań i esejów. W swojej twórczości skupiał się przede wszystkim na rejonach Głębokiego Południa. Zaliczany jest do nurtu pisarzy Southern Gothic.  

## Życiorys
Jego ojciec zmarł, gdy był jeszcze dzieckiem, a jego matka wkrótce ponownie wyszła za mąż za brata ojca. Crews dopiero po latach dowiedział się o swoim biologicznym ojcu.
Jako dziecko przeżył dwa doświadczenia bliskie śmierci. Kiedy miał zaledwie pięć lat, zachorował na polio, przez co jego nogi zgięły się w tylnej części ud. Początkowo lekarze przewidywali, że nie będzie mógł już chodzić. Jednak po około roku jego nogi znów się wyprostowały i mógł chodzić. Wkrótce po tym doświadczeniu wpadł do kadzi z prawie wrzącą wodą, której używano do moczenia martwych świń przed ich dalszym przygotowaniem. Według lekarzy jego głowa nie zanurzyła się w wodzie, co uratowało mu życie. Doznał rozległych oparzeń większości reszty ciała. Podczas rekonwalescencji po raz kolejny nie był w stanie opuścić łóżka. 
Ukończył studia na University of Florida, uzyskując dyplom z języka angielskiego. Następnie zaczął uczyć języka angielskiego, co kontynuował przez resztę swojej kariery, łącznie z karierą pisarską. W 1960 ożenił się z koleżanką ze studiów Sally Ellis. Parze w tym samym roku urodził się pierwszy syn Patrick Scott. W 1962 wzięli rozwód, aby w kolejnym roku ponownie się związać. Niedługo później urodził się ich drugi syn Byron Jason. Niestety w 1964 doszło do tragedii i ich pierwszy syn utonął w basenie sąsiada. Po tym wydarzeniu małżeństwo rozpadło się na dobre, a Harry Crews już do końca życia nie wszedł w związek małżeństwo. 
W 1963 opublikował swoje pierwsze opowiadanie: The Unattached Smile. W 1964 ukazało się kolejne opowiadanie A Long Wail, natomiast w 1968 jego pierwsza powieść The Gospel Singer. Jego najbardziej docenianą powieścią pozostaje A Feast of Snakes (1976). Natomiast w Polsce nakładem Wydawnictwa Czarne w 2023 ukazała wydana oryginalnie w 1978 autobiografia A Childhood: The Biography of a Place. 

## Śmierć
Zmarł 28 marca 2012 w swoim domu w Gainesvilles z powodu komplikacji wynikających z neuropatii.

## Wybrana bibliografia

### Powieści
- The Gospel Singer (1968)
- Naked in Garden Hills (1969)
- This Thing Don't Lead to Heaven (1970)
- Karate Is a Thing of the Spirit (1971)
- Car (1972)
- The Hawk Is Dying (1973)
- The Gypsy's Curse (1974)
- A Feast of Snakes (1976)
- All We Need of Hell (1987)
- The Knockout Artist (1988)
- Body (1990)
- Scar Lover (1992)
- The Mulching of America (1995)
- The Gospel Singer/Where Does One Go When One Has No Place Left to Go (1995)
- Celebration (1998)
- An American Family: The Baby with the Curious Markings (2006)

### Eseje
- Blood and Grits (1979, zbiór esejów)
- Florida Frenzy (1982, zbiór esejów)

### Inne
- A Childhood: The Biography of a Place (1978, autobiografia; wydana w Polsce w 2023 pod tytułem O mułach i ludziach. Dzieciństwo w Georgii[6])